# 政策基礎研究所
株式会社政策基礎研究所（せいさくきそけんきゅうしょ、英: Doctoral Institute for Evidence Based Policy, Inc.）は、東京都台東区に本社を置くシンクタンク。
設立は2010年（平成22年）10月。代表は市田行信。社員数は約30名。

## 概要
主に官公庁や大学といった、公的機関の調査業務を数多く手掛けているシンクタンク。
Evidence Based Policy（EBP）の基礎となる、分析を通じ社会貢献をすることを目的としており、メンバーの多くが博士号取得者という特徴を持つ。
またミャンマーのヤンゴンにも拠点を構え、通訳の手配や翻訳、現地ミャンマー人の採用支援、インターネットを用いたアンケート調査業務なども行い、日系企業のミャンマー進出支援も行っている。

## 業務実績

### 厚生労働省・医療福祉関連

#### 厚生労働省
●平成29年度子ども・子育て支援推進調査研究事業保護者支援プログラムの開発業務（2017）
●平成28年保育の専門職に関する国際比較及び保育士の社会的評価の向上に関する調査研究事業の実施に係る業務一式（2016）
●専門職以外の者にも提供可能なサービスの民営化に向けた利用者の支払意思額の推定及び事業性分析に関する調査事業（2012）
●訪問サービスにおける提供体制に関する調査研究事業（2011）

#### 地方公共団体等
●平成29年度十日町市「健康とくらしの調査」アンケート業務委託（2017）
●陸前高田市健康管理支援ツール更新業務（2017）
●市川市集会施設利用者アンケート集計・分析業務委託（2017）
●すさみ町国民健康保険データヘルス計画作成業務（2017）
●印西市国民健康保険薬剤管理促進事業支援業務委託（2017）
●第7期智頭町高齢者福祉計画・介護保険事業計画策定に向けた調査業務（2017）
●平成29年度阿賀町「健康とくらしの調査」アンケート業務（2017）
●平成29年度高齢者の地域課題の見える化と生活支援体制整備推進事業業務委託（2017）
●第3期四街道市特定健康診査等実施計画及び第2期四街道市データヘルス計画策定業務委託（2017）
●酒々井町健康増進計画(健康増進計画・食育推進計画・自殺対策計画・歯科保健計画)策定業務委託（2017）
●かつらぎ町第7期介護保険事業計画及び高齢者福祉計画策定業務（2017）
●芝山町国民健康保険データヘルス計画策定支援業務委託（2017）
●第7期竹田市老人福祉計画・介護保険事業計画策定業務委託（2017）
●長南町高齢者保健福祉計画・介護保険事業計画策定業務委託（2017）
●横芝光町健康増進計画及び自殺対策計画策定支援業務委託（2017）
●高野町第2次データヘルス計画策定と特定健診未受診者対策実施支援業務（2017）
●高野町健康づくり講習会開催に伴う支援業務（2017）
●第2期紀の川市国民健康保険保健事業実施計画(データヘルス計画書)策定業務委託（2017）
●第2次紀の川市健康増進計画策定業務（2017）
●横芝光町自殺対策計画策定に係るアンケート調査業務委託（2016）
●東京都保育士等キャリアアップ補助事業等データ入力等委託（2016）
●データヘルス事業実施支援業務委託（被保健者の健康意識向上を目指す「被保険者向け見える化ツール」の構築・薬剤管理促進事業支援事業委託）（2016）
●データヘルス計画の策定に向けた訪問支援業務（2015)
●地域ケア会議立ち上げ・推進のための人材育成業務（2015）
●健康増進計画等策定業務（2015）
●データヘルス計画作成業務（2014）
●高齢者保健福祉計画・第6期介護保険事業計画策定業務（2014）
●健康寿命と年齢調整死亡率の算出（2014）
●地域ケア会議立ち上げ・推進のための人材育成業務（2014）
●地域包括支援センター職員育成事業（基本チェックリストの見える化業務）（2013）
●「府中市居宅介護支援事業者連絡会」の自己点検と今後の活動方針を決めるアンケートの実施（2010）

#### 大学やその他の団体（地方公共団体含む）
●科研費成果公開閲覧者拡大のためのホームページ作成（2017）
●平成29年度子ども・子育て支援推進調査研究事業（2017）
●新潟大学 特定健診・特定保健指導に係る健診等データの集計と報告書作成業務（2017）
●全国市町村調査(歯周病検診実態調査)研究補助(調査票印刷発送、回収、データ入力、データクリーニング)の業務（2017）
●養子縁組調査データクリーニング業務（2017）
●「介護保険施設等の状況把握を平時と有事にシームレスに可能とするICTシステムの開発に関する研究」における調査業務（2017）
●非行調査データハンドリング業務（2017）
●ルーテル大学 地域福祉に関する住民意識調査入力（2017）
●ランダムスロープモデルによる医療費の規定要因の分析（2016）
●「非行児童の支援に関する研究」アンケート調査業務（2015）
●「全国市町村調査(歯周病検診実態調査)研究補助(調査票印刷/発送、回収、データ入力、データクリーニング)」業務」（2015）
●「福島県における要介護認定者増の要因分析による必要な支援のあり方に関する調査研究事業（厚労省事業）」における介護等情報の分析業務（2014）
●東京都虐待防止支援モデルプランデータクリーニング業務（2014）
●自主調査認知症の各ステージに応じたケアの提供方法のあり方に関する調査のための認知症追跡データベースの構築（2014）
●Urban HEART for Japanese Older People　作成関連業務（2014）
●平成27年度健康に関する計画作成のための部門間連携ツール作成業務（2014）
●医療費規定要因分析（2014）
●認知症の各ステージに応じたケアの提供方法のあり方に関する調査のための認知症追跡データベースの構築（2013）
●平成25年度JAGES全国調査支援業務（2013）
●Urban HEARTによるベンチマーキングホームページの作成（2013）
●二時点栄養調査を用いたパネル分析（2013）
●「認知症者の生活支援実態と支援方策の開発に関する臨床研究事業（厚労省事業）」支援業務（2012）
●市区町村の歯科保健事業に関する調査（2012）
●厚生労働省指定研究：「介護保険の総合的政策評価ベンチマーク・システムの開発」支援業務（2011）
●平成23年度JAGESデータを用いたソーシャルキャピタルを中心とした社会疫学に関する調査分析委託業務（2011）
●厚生労働省老人保健健康増進等事業：「Web-GISを活用した客観的評価指標によるベンチマーク・システムの構築」支援業務 （2011）
●STATAによる大規模データ分析の支援（2010）
●データマネジメントシステムの開発支援業務（2010～2014）
●平成22年度JAGESデータを用いたソーシャル・キャピタルに関する調査分析委託業務（2010）

### 農林水産省・農業関連

#### 農林水産省
●平成29年度農用地総合整備事業の事後評価における総合的な経済効果の調査検討業務（2017）
●平成28年度山村の要件に関する調査業務（2016）
●平成26年度生態系配慮施設の維持管理手法・体制確立検討調査業務（2014）
●農業従事者と他産業従事者の生涯所得に関する調査事業（2014）
●農業基盤整備状況データ集計及び農業基盤整備状況地図等出力業務（2013）
●平成25年度農業農村整備事業に係る事業効果の受益割合に関する調査分析業務（2013）
●平成25年度生態系配慮施設の維持管理手法・体制確立検討調査業務（2013）
●平成25年度農業・農村の様々な役割に関する理解増進方策検討調査業務（2013）
●国営土地改良事業地区に関するデータ整備等業務（2012）

#### 大学やその他の団体
●平成29年度農薬と肥料の使用量に係る分析業務（2017）
●平成29年度国土強靭化に寄与する取組整理及び農村協働力に係る分析業務（2017）
●平成29年度農業農村整備事業の地方負担に関するデータ整理等業務（2017）
●平成29年度中山間地域等直接支払制度(第4期対策)中間年評価のための比較分析資料作成に係る補助作業業務（2017）
●平成26年度農業農村整備事業に関するデータ整理等業務（2014）
●平成25年度西関東GIS実証モデル作成支援その他業務（2013）
●平成25年度離島地域の効果発現に係るCVM全国調査補助他業務（2013）
●社会資本に関する維持更新費用の将来推計等に係るデータ整理分析業務（2013）
●平成24年度国営土地改良事業等に係る適切な地方負担に関する調査分析業務（2013）
●環境こだわり農業アンケートにおける調査デザイン・データ整備業務（2013）
●都市農地が有する貯水機能に関する経済的な評価手法についての調査・研究（2012）
●農地・水・環境保全向上対策とSCに関する調査サンプリング等支援業務（2010）
●平成22年度農村協働力等の分析に関するデータベース作成業務（2010）
●平成22年度農業農村整備における事業評価手法に関する検討調査データ整理業務（2010）

### 産業・ミャンマー関連＿大学やその他の団体

#### 経済産業省
●平成24年度アジア産業育成基盤強化事業（ミャンマーにおける技術系産業人材育成事業実施計画構築に係る調査）（2012）
●平成23年度アジア産業育成基盤強化事業（ミャンマーにおける産業人材育成ネットワークの形成に係る可能性調査）（2011）

#### 情報通信研究機構（NICT）
●ミャンマ一語単語分割テキストコーパス作成作業（2017）※民間会社からの再委託
●H28ミャンマー語音声会話コーパスの構築作業（2016）

### 環境省・環境関連

#### 環境省
●平成29年度カドミウム環境汚染地域住民健康影響調査検討業務（2017）
●平成28年度慢性砒素中毒症に関する健康影響調査業務（2016）
●平成28年度カドミウム環境汚染地域住民健康影響調査検討業務（2016）
●平成27年度環境にやさしい企業行動調査における標本設計の見直し調査・検討業務（2015）
●平成27年度カドミウム環境汚染地域住民健康影響調査検討業務（2015）
●平成27年度海外におけるグリーンバンク等に関する調査委託業務（2015）
●平成26年度土壌環境情報解析調査業務（2014）
●平成26年度海外グリーンバンク等に関する調査委託業務（2014）
●平成25年度窒素りんの排水規制に係る全国閉鎖性海域一斉点検業務（2013）
●平成25年度窒素りん排水規制対象湖沼調査委託業務（2013）

#### 放射線医学総合研究所
●生物圏における環境移行パラメータ推定法の開発（2012）

#### 大学やその他団体
●東日本大震災後の震災瓦礫広域処理に関する調査（2014）

### 国土交通省関連

#### 国土交通省
●平成25年度国土政策・国土計画に関係する研究情報の収集・整理等に関する業務（2013）